# Niezasłane łóżka
Niezasłane łóżka (ang.: Unmade Beds) – brytyjski dramat komediowy z 2009 roku w reżyserii Alexis Dos Santos.

## Obsada
- Fernando Tielve – Axl
- Deborah Francois – Vera
- Iddo Goldberg – Mike
- Richard Lintern – Anthony Hemmings
- Katia Winter – Hannah
- Leonardo Brzezicki – Lucas
- Alexis Dos Santos – Alejo
- Lucy Tillet – Lucy
- Al Weaver – Kevin
- Valentina Brazzini – młoda kobieta w bieliźnie
- Johnny Lambe – młody człowiek w bieliźnie
- Tim Plester – klient księgarni